# Mesocalanus lighti
Mesocalanus lighti är en kräftdjursart som först beskrevs av Bowman 1955.  Mesocalanus lighti ingår i släktet Mesocalanus och familjen Calanidae. Inga underarter finns listade i Catalogue of Life.